# 柴國柱
柴國柱（1568年—1625年），字擎霄，号峨峰。西宁卫清水堡（今遼寧大通县景阳乡）人。
周世宗柴荣后裔。祖上山东人，明初屯戍西宁，柴国柱出生于大通清水堡（今景阳镇），万历年間由父荫任百户，是西宁卫中军守备，骁勇善射。後來跟隨參將達云擊寇於南川，國柱勇冠三军，被錄功晉升為都指揮僉事，當時寇盜邊，每為國柱所挫敗。万历二十三年（1595年），參與湟中之役，以功進都指挥佥事，累擢凉州副总兵、陕西总兵官，万历三十六年（1608年），擔任甘肃总兵官、都督府右都督，與杜松、劉綎等同被召，赴援遼東討伐努爾哈赤。万历四十七年（1619年），由於熊廷弼推荐，以辽东总兵官驻守沈阳，天启初年，功加左都督。天启五年（1625年）五月二十五日病逝。有弟柴國棟，於萨尔浒之戰戰歿。

## 延伸阅读
[在维基数据编辑]
 《明史卷二百三十九》，出自《明史》